# شربل جوميز
شربل جوميز (بالفرنسية: Charbel Gomez) هو لاعب كرة قدم بنيني في مركز الهجوم، ولد في 27 يناير 2001 في كوتونو في بنين. لعب مع ASPAC FC ‏.

## وصلات خارجية
- شربل جوميز على موقع قاعدة بيانات كرة القدم.إي يو (الإنجليزية)
- شربل جوميز على موقع ناشيونال فوتبول تيمز (الإنجليزية)
- شربل جوميز على موقع Soccerway.com (الإنجليزية)
- شربل جوميز على موقع عالم كرة القدم.نت (الإنجليزية)